# Helophorus tuberculatus
Helophorus tuberculatus är en skalbaggsart som beskrevs av Leonard Gyllenhaal 1808. Helophorus tuberculatus ingår i släktet Helophorus och familjen halsrandbaggar. Arten är reproducerande i Sverige. Inga underarter finns listade i Catalogue of Life.